# Oxacis bernadettei
Oxacis bernadettei es una especie de coleóptero de la familia Oedemeridae. Mide 8.6 mm en promedio.

## Distribución geográfica
Habita en texas, Estados Unidos.